# Буртасенкова, Яна
Яна Буртасенкова (род. 19 апреля 1973) — советская и молдавская легкоатлетка, специалистка по бегу на короткие дистанции. Выступала за сборные СССР, СНГ и Молдавии в конце 1980-х — середине 1990-х годов, победительница и призёрка ряда крупных международных стартов, действующая рекордсменка Молдавии в беге на 200 метров, участница чемпионата мира в Штутгарте.

## Биография
Яна Буртасенкова родилась 19 апреля 1973 года. Занималась лёгкой атлетикой в Кишинёве, представляла Молдавскую ССР, физкультурно-спортивное общество профсоюзов и «Трудовые резервы».
Впервые заявила о себе на международном уровне в сезоне 1990 года, когда вошла в состав советской сборной и выступила на юниорском мировом первенстве в Пловдиве, где дошла до полуфинала в беге на 400 метров, стала четвёртой в эстафете 4×100 метров и пятой в эстафете 4×400 метров.
В 1992 году отметилась победами на соревнованиях в Санкт-Петербурге и Брянске (во втором случае установила личный рекорд в беге на 400 метров — 52,70). В составе сборной СНГ бежала 400 метров на юниорском мировом первенстве в Сеуле — в ходе предварительного квалификационного этапа сошла с дистанции.
В 1993 году на соревнованиях Второй лиги Кубка Европы в Роттердаме установила ныне действующий рекорд Молдавии в беге на 200 метров — 23,54. Благодаря череде успешных выступлений удостоилась права представлять молдавскую сборную на чемпионате мира в Штутгарте — стартовала в дисциплинах 200 метров, 400 метров, 400 метров с барьерами.
В 1994 году на дистанции 400 метров финишировала второй во Второй лиге Кубка Европы в Любляне. Принимала участие в чемпионате Европы в Хельсинки, в программе 200 метров не смогла преодолеть предварительный квалификационный этап.